# Konoe
Konoe, född 1139, död 1155, var regerande kejsare av Japan mellan 1142 och 1155.